# Општина Доњи Жабар
Општина Доњи Жабар (раније Српско Орашје) се налази у сјеверном дијелу Републике Српске, БиХ. Сједиште општине се налази у Доњем Жабару. Према подацима Агенције за статистику Босне и Херцеговине на попису становништва 2013. године, у општини је пописано 3.809 лица.

## Насељена места
Подручје општине Доњи Жабар чине насељена мјеста: Доњи Жабар, Јењић (дио), Лончари, Оштра Лука (дио) и Човић Поље (дио).
На територији општине постоји по статуту општине 5 насељених места, и то: Доњи Жабар (КО Доњи Жабар), Јењић (КО Видовице), Лончари (КО Лончари), Оштра Лука (КО Оштра Лука) и Човић Поље (КО Човић Поље). Подручју општине припадају и дијелови катастарских општина Бок и Матићи, као и дио подручја насељеног мјеста Лепница.

### Мјесне заједнице
- МЗ Доњи Жабар
- МЗ Човић Поље
- МЗ Лончари
- МЗ Јењић (поред Јењића, обухвата и дијелове катастарских општина Бок, Матићи и Видовице-дио подручја насељеног мјеста Лепница)

## Историја
Ради се о новој и веома неразвијеној општини, насталој након Дејтонског споразума. Пре назива Доњи Жабар, општина је носила назив Српско Орашје, али је након одлуке Уставног суда БиХ тај назив оспорен, а одлуком Народне скупштине Републике Српске промијењен 27. јула 2005. године у садашњи назив. Површина општине износи 49,30 km². У општини живи око 4.000 људи. Општина се састоји од четири месне заједнице.
Имена општине кроз историју:
- Српска општина Орашје, 1993—1996. године;
- Општина Српско Орашје, 1996—2004. године;
- Општина Доњи Жабар, од 2004. године.[6][7]

## Политичко уређење

### Општинска администрација
Начелник општине представља и заступа општину и врши извршну функцију у Доњем Жабару. Избор начелника се врши у складу са изборним Законом Републике Српске и изборним Законом БиХ. Општинску администрацију, поред начелника, чини и скупштина општине. Институционални центар општине Доњи Жабар је насеље Доњи Жабар, гдје су смјештени сви општински органи.
Начелник општине Доњи Жабар је Перо Павловић испред Савеза независних социјалдемократа, који је на ту функцију ступио након локалних избора у Босни и Херцеговини 2020. године. Састав скупштине Општине Доњи Жабар је приказан у табели.

## Становништво
|             | 2013.          | 1991.          |
| Укупно      | 3 809 (100,0%) | 6 171 (100,0%) |
| Срби        | 2 759 (72,43%) | 2 782 (45,08%) |
| Хрвати      | 1 029 (27,01%) | 3 277 (53,10%) |
| Бошњаци     | 5 (0,131%)     | 15 (0,243%)1   |
| Неизјашњени | 5 (0,131%)     | –              |
| Остали      | 3 (0,079%)     | 97 (1,572%)    |
| Југословени | 2 (0,053%)     | –              |
| Албанци     | 2 (0,053%)     | –              |
| Муслимани   | 2 (0,053%)     | –              |
| Непознато   | 2 (0,053%)     | –              |

1. 1 На пописима од 1971. до 1991. Бошњаци су пописивани углавном као Муслимани.

## Привреда
Природна богатства општине су пољопривредно земљиште и ловишта. Општина има потенцијал за развој риболовног туризма.